# کرکی نو
کرکی نو (به لاتین: Yeni Kərki یا ینی کرکی) یک منطقه مسکونی در جمهوری آذربایجان است که در شهرستان کنگرلی واقع شده است. کرکی نو ۳۸۰ نفر جمعیت دارد.

## تاریخچه
کرکی نو به‌دست مهاجرین و پناهندگان روستای کرکی از توابع شهرستان سدرک ساخته شد. کرکی در ۱۹ ژانویه ۱۹۹۰ میلادی در جریان جنگ قره‌باغ، به تصرف ارمنستان و نامش به تیگراناشن تغییر یافت.